# Estudios africanos
Los estudios africanos son un tipo de estudios de área, que estudian todo lo relacionado con el continente africano. También se emplean términos como africanismo y africanística. Habitualmente se refieren al estudio de lo africano.
Sin embargo «africanismo» también podría usarse para hacer referencia a la influencia cultural de lo africano o para hacer alusión a voces de origen africano introducida en otras lenguas.